# I Cshongjong
I Cshongjong (hangul: 이청용, handzsa: 李靑龍, RR: Lee Cheong-yong; Szöul, 1988. július 2. –) dél-koreai válogatott/ labdarúgó, az angol másodosztályú Bolton Wanderers középpályása.
Beceneve „Kék Sárkány”, ami handzsa (hanja) utónevének (靑龍) irodalmi fordítása. A 2004-es szezonban lett a hazája élvonalában szereplő FC Szöul játékosa, a 2006-os szezonban debütált bajnokin, a hazai szurkolóktól azért kapott sok figyelmet, mert ritka az olyan játékos, amely nem a draftrendszeren át kerül a középiskolákból élvonalbeli csapatokhoz, hanem egyből szerződést ír alá, mint ahogy az I (Lee)-vel történt. Hazája egyik legnagyobb tehetségének tartják.
2009 januárjában a brit napilap The Times beválasztotta az 50 legjobb feltörekvő labdarúgó közé.